# Cleveland Jr.’s Cherry Bomb
Cleveland Jr.'s Cherry Bomb («Вишнёвая бомба Кливленда-младшего») — пятая серия первого сезона американского мультсериала «Шоу Кливленда». Премьерный показ состоялся 8 ноября 2009 года на канале FOX.

## Сюжет
Наблюдая как Роберта целуется со своим бойфрендом, Федерлайном, Кливленд решает поговорить с дочерью о девственности, но та не желает общаться на эту тему. По совету Тима Кливленд ведёт свою семью в церковь на лекцию о половом воздержании. Словами пастора проникаются не только девушки, но и Кливленд-младший, к недоумению и недовольству отца. Кливленд-старший пытается образумить сына, рассказывая ему об «ужасах сохранения девственности для мальчиков».
Вскоре Кливленд-старший застаёт Роберту в весьма недвусмысленной позиции с Федерлайном в его машине. Кливленд просит юношу о помощи, чтобы тот вернул интерес его сына к противоположному полу. Федерлайн приступает к делу: прогуливаясь в торговом центре, он объясняет мальчику, как нужно общаться с девушками, что им говорить и пр. Впрочем, первая попытка проваливается.
Некоторое время спустя Кливленд-младший случайно слышит насмешки над собой от своего отца и его друзей о его половом воздержании. Осознав, насколько глупо он выглядит, мальчик решает немедленно лишиться девственности, для чего отправляется, вместе с Эрни Кринклесаком, в публичный дом.
Отец останавливает сына от секса с проституткой в последний момент, объясняя, что первый раз — это должно быть что-то особенное, и уж ни в коем случае не за деньги. Кливленды приходят к согласию и покидают публичный дом. Вскоре девушки сами начинают обращать внимание на мальчика.
Между тем, Эрни уезжает прочь с проституткой.

## Создание[2]
Автор сценария: Асим Батра
Режиссёр: Майк Л. Мэйфилд
Композитор: Уолтер Мёрфи
Приглашённые знаменитости: отсутствуют

## Интересные факты